# PMT-1機雷
PMT-1機雷はソビエト連邦・ロシア海軍が開発・装備している魚雷射出型機雷。輸出型はPMK-2、NATOのコードネームはATM（Autonomous Torpedo Mine）と呼称される。
この機雷は第二世代の上昇機雷（ソビエト・ロシアはこの機雷を上昇機雷の一つに区分している）として1972年に開発され、西側が最初に確認したのは1984年に北方艦隊所属のソヴレメンヌイ級駆逐艦オトリーチュヌイに搭載されていた時である。潜水艦を標的とし、潜水艦・航空機・水上艦により敷設される。外形は細長い円筒形で、直径は潜水艦の魚雷発射管より発射できるサイズとなっている。
敷設後は設定された深度で短係維状態となり、パッシブソナーにより目標を捜索する。目標を確認するとアクティブソナーを用いて的測を行い、カプセルに内挿されているUMGT-1もしくはMPT-1M短魚雷を射出するシステムになっている。発射後の魚雷は指定された深度で旋回しながら目標を捜索し、発見・追尾し攻撃を行う。
この機雷は前述の通り輸出されており、中国人民解放軍海軍が購入・導入をしている。
要目
- 直径…534ミリメートル
- 全長…5,600～7,900ミリメートル
- 重量…1,400～1,800キログラム
- 炸薬量…130キログラム（TNT）
- 敷設深度…100～1,000メートル（缶体は400メートルまで）
- 寿命…1年（作戦時）
- 敷設条件
  - 潜水艦…8ノット、深度300メートルまで
  - 水上艦…18ノットまで
  - 航空機…時速1,000キロ、高度500メートルまで

## 参考資料
- 『The Naval Institute guide to world naval weapons systems, 1997-1998』 Norman Friedman
- ROSOBORONEXPORT…ロシア連邦国営軍事品輸出入会社
- 中国の機雷戦…和訳、日米ネービー友好協会